# Сан-Квирино
Сан-Квирино (итал. San Quirino, фриул. San Quarìn) — коммуна в Италии, располагается в регионе Фриули-Венеция-Джулия, в провинции Порденоне.
Население составляет 4154 человека (2008 г.), плотность населения составляет 75 чел./км². Занимает площадь 51 км². Почтовый индекс — 33080. Телефонный код — 0434.
Покровителем коммуны почитается святой Квириний Сисцийский, празднование 4 июня.

## Демография
Динамика населения:

## Администрация коммуны
- Официальный сайт: http://www.comune.sanquirino.pn.it/